# Liophryne schlaginhaufeni
Liophryne schlaginhaufeni är en groddjursart som först beskrevs av Benno Wandolleck 1911.  Liophryne schlaginhaufeni ingår i släktet Liophryne och familjen Microhylidae. IUCN kategoriserar arten globalt som livskraftig. Inga underarter finns listade i Catalogue of Life.